# Deutzia discolor
Deutzia discolor är en hortensiaväxtart som beskrevs av William Botting Hemsley. Deutzia discolor ingår i släktet deutzior, och familjen hortensiaväxter. Inga underarter finns listade i Catalogue of Life.